# Tougouri
Pour les articles homonymes, voir Tougouri (homonymie).
Tougouri est une commune rurale et le chef-lieu du département de Tougouri situé dans la province du Namentenga de la région Centre-Nord au Burkina Faso.

## Géographie
Principale ville du secteur, Tougouri se trouve à 80 km au nord de Boulsa, le chef-lieu provincial, et à 70 km au nord-est de Kaya. La ville est traversée par la route nationale 3 et accueille une importante gare routière régionale.

## Économie
De fait de son statut administratif, la ville accueille les principales administrations et services publics du département. C'est également un important centre d'échanges marchands à travers son marché.
L'agriculture occupe une part importante de l'activité économique avec la présence d'un lac de retenue du barrage de Tougouri – classé site Ramsar au Burkina Faso, c'est-à-dire reconnu par la convention sur les zones humides – sur la rivière Gouaya permettant l'irrigation du bas-fond rizicole et des cultures maraîchères sur son poutour. Il est cependant soumis à des crues importantes provoquant des inondations en période de pluies importantes.

## Éducation et santé
Tougouri accueille le centre médical (CM) départemental tandis que le centre médical avec antenne chirurgicale (CMA) de la province se trouve à Boulsa.
La ville possède plusieurs écoles primaires publiques, ainsi qu'un collège d'enseignement général (CEG) et le lycée départemental.

## Religion
Tougouri accueille la paroisse Sainte-Thérèse-de-l'Enfant-Jésus et l'importante école associée de formation des catéchistes. Elle possède également une mosquée.